# The Syro-Aramaic Reading of the Koran
The Syro-Aramaic Reading of the Koran: A Contribution to the Decoding of the Language of the Koran es la edición en inglés (2007) de Die syro-aramäische Lesart des Koran: Ein Beitrag zur Entschlüsselung der Koransprache (2000), obra firmada con el seudónimo Christoph Luxenberg.
El libro recibió una atención considerable en la prensa de Norteamérica y Europa cuando apareció, en buena parte por su argumento de que el término coránico hūrī no se refiere a bellas vírgenes en el paraíso (Yánnatu/Janna), sino a uvas allí.
La tesis del libro es que el texto del Corán deriva en gran medida de la liturgia del cristianismo siríaco, y que muchas secciones «oscuras» se aclaran al retraducirlas e interpretarlas como siroarameísmos. Aunque existe consenso académico en que el árabe clásico estuvo influido por el siro-arameo —lengua franca del Antiguo Oriente Próximo—, la tesis de Luxenberg va más allá de la corriente principal de los estudios coránicos y fue recibida con escepticismo en numerosas reseñas. El libro sostiene que la lengua de las composiciones tempranas del Corán no fue exclusivamente árabe, como supusieron los comentaristas clásicos, sino que está enraizada en el siríaco del siglo VII. Su premisa es que el siro-arameo, predominante en Oriente Medio durante los inicios del islam y lengua de cultura y liturgia cristiana, influyó profundamente en la redacción y el significado del texto coránico.

## Tesis
La obra sostiene que secciones críticas del Corán han sido mal leídas por generaciones de lectores y estudiosos —musulmanes y occidentales— que consideran el árabe clásico como la lengua del texto. El análisis de Luxenberg sugiere que el siro-arameo, ampliamente difundido hasta el siglo VII, proporcionaría una base etimológica más sólida para el significado de numerosos pasajes.

A diferencia de la suposición previa de un dialecto árabe hablado en La Meca, el presente estudio muestra que, en la medida en que la tradición árabe ha identificado la lengua del Corán con la de los Quraysh, habitantes de La Meca, dicha lengua debió ser un híbrido arameo-árabe. [...] Esto llevaría a suponer que La Meca fue originalmente un asentamiento arameo. Confirmación de ello vendría del propio nombre Makka, que no se ha podido explicar etimológicamente desde el árabe. Si tomamos como base la raíz siro-aramea ܡܟ (mk, makk) —‘bajo, inferior’— obtenemos el adjetivo ܡܟܐ (makka) ‘el inferior’.

Un rasgo notable del árabe escrito temprano es que carecía de signos vocálicos y de diacríticos para distinguir, por ejemplo, ب/ت/ن/ي, lo que lo hacía propenso a lecturas divergentes. Los diacríticos árabes se añadieron hacia comienzos del siglo VIII por orden de al-Ḥaŷŷāŷ ibn Yūsuf (gobernador de Irak, 694–714).
Luxenberg sostiene que el Corán «contiene un lenguaje ambiguo e incluso inexplicable» y que los propios estudiosos musulmanes han escrito extensos comentarios para aclarar pasajes difíciles, partiendo del supuesto de que son árabes puros y descifrables con las herramientas tradicionales. Acusa a buena parte de la academia occidental de ser tímida e imitativa al depender en exceso de la exégesis musulmana.
Afirma también que el Corán no se escribió originalmente en árabe exclusivamente, sino en mezcla con siríaco, la lengua escrita y hablada dominante en amplias zonas de Oriente Próximo hasta el siglo VIII: 

Por «siro-arameo» (en realidad, siríaco) se entiende la rama del arameo originalmente hablada en Edesa y alrededores, y predominante como lengua escrita desde la cristianización hasta el origen del Corán. Durante más de un milenio el arameo fue la lingua franca de todo Oriente Medio antes de ser desplazado gradualmente por el árabe desde el siglo VII.

Sostiene que el Corán se basa en textos anteriores —leccionarios siríacos usados en iglesias de Siria— y que fue obra de varias generaciones que adaptaron esos textos.

## Metodología propuesta
Luxenberg propone, de forma resumida:
- Revisar si hay una explicación plausible en el Tafsīr al-Ṭabarī (c. 883).
- Consultar el Lisān al-ʿArab de Ibn Manzur (c. 1290).
- Verificar raíces homónimas en siríaco/arameo que encajen mejor en el contexto.
- Probar reubicación de diacríticos sobre el rasm para lecturas alternativas en árabe; si no funcionan, ensayar con siríaco.
- Traducir la frase al siríaco y buscar calcos morfológicos en la literatura siríaca.
- Comprobar si se trata de una expresión árabe escrita con ortografía siríaca.[7]

## Análisis

### Muqattaʿāt
Devin J. Stewart ha argumentado que las letras desunidas establecen rima y ritmo, como fórmulas introductorias de cánticos, encantamientos o elementos ligados a lo sobrenatural. Luxenberg, que ve gran parte del texto como material litúrgico siríaco, propone que las letras desunidas serían restos de indicaciones para la recitación de música sacra siríaca que se incorporaron al texto árabe. En entrevistas ha intentado desglosar abreviaturas concretas y reinterpretar algunos versos a partir de ellas.

### Algunas palabras

#### Qurʾān
Según Luxenberg, qurʾān (‘lectura’, leccionario) sería una adaptación del arameo qeryānā, el libro de lecturas litúrgicas en siríaco. Cita la sugerencia de Theodor Nöldeke de que no se trata de un desarrollo intraárabe, sino de un préstamo del siríaco con asimilación al patrón fuʿlān.

#### Hūrī

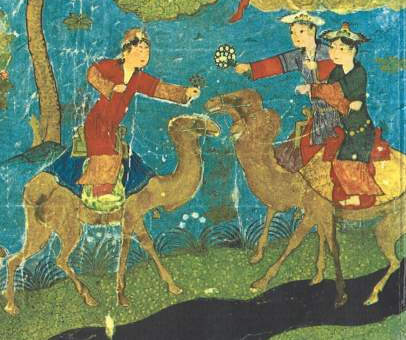
Huríes en el paraíso, manuscrito persa del siglo XV.

Luxenberg propone que hūr (Q 44:54; 52:20; 55:72; 56:22), tradicionalmente entendido como «huríes» de ojos grandes, significaría «uvas blancas» o «pasas», en paralelo con descripciones cristianas del paraíso rebosante de uvas. La posibilidad de que «los mártires reciban uvas en vez de vírgenes» fue objeto de sátira en la prensa occidental y eco en medios de Asia no musulmana.

#### Khātam
El pasaje de Al-Aḥzāb que suele traducirse como «sello de los profetas» significaría, según Luxenberg, «testigo», de modo que Mahoma sería un testigo de los profetas previos y no el último de ellos.

### Análisis de aleyas
En Q 24:31, la frase traducida comúnmente como «que se cubran el escote con sus velos» se entendería literalmente como «que se ciñan el cinturón a la cintura», un modismo en el que el cinturón simboliza la castidad. Luxenberg reanaliza خمار (jimār/khimār) como «fajín/cinturón» y جيب (jayb) como «seno/saco», y toma وَلْيَضْرِبْنَ como «que golpeen/ciñan»; advierte además de los desplazamientos semánticos y de los problemas de traducción a lo largo de los siglos.
El sacrificio de Ibrāhīm. En 37:103, «lo puso de frente contra el suelo», con una lectura siro-aramea del rasm pasaría a «lo ató a la leña».

## Christoph Luxenberg
Christoph Luxenberg es el seudónimo del autor del libro y de varios artículos en volúmenes colectivos sobre los orígenes del Islam.
El seudónimo podría ser un juego con Georg Christoph Lichtenberg —Lux (latín) = Licht (alemán), «luz»—. Luxenberg afirma que lo eligió por consejo de amigos árabes para protegerse de posibles represalias.
Su identidad real es desconocida. Algunos medios lo describen como «académico alemán de lenguas semíticas y árabe», pero François de Blois ha cuestionado su dominio del árabe en una reseña crítica.

## Recepción
Entre las reseñas académicas destacan:
François de Blois (2003).
Angelika Neuwirth (2003), quien resume la tesis como «un Corán traducido del siríaco» y la juzga «pretenciosa con fundamentos modestos», criticando el método lingüístico mecanicista y la falta de diálogo con trabajos previos.
Daniel King (2009), siriólogo de Cardiff, que avala algunas enmiendas puntuales pero concluye que la «meta-teoría» de Luxenberg no queda probada y que bastan orígenes cristianos parciales para explicar los datos sin postular un «leccionario cristiano» o una «lengua híbrida» como base.
Robert G. Hoyland (2008) discute la prevalencia del siro-arameo en el Hiyaz y aduce epigrafía árabe de la época, defendiendo que el árabe estaba ampliamente escrito y hablado en el siglo VII y que la escritura árabe deriva del alfabeto nabateo más que del siríaco.
Walid Saleh (2011) tacha el método de «idiosincrásico e inconsistente», denuncia una «falacia etimológica» y afirma que «nada en el Corán es siríaco» en el sentido de que los préstamos están arabizados y usados en un medio árabe.
La obra también tuvo eco en prensa generalista y en el debate público: The New York Times presentó sus ideas al gran público, The Guardian popularizó la lectura de «uvas blancas», y en 2003 el gobierno de Pakistán prohibió un número internacional de Newsweek que trataba la tesis por considerarlo ofensivo para el islam.

## Obra de Christoph Luxenberg
- Luxenberg, Christoph (2000). Die Syro-Aramäische Lesart des Koran: Ein Beitrag zur Entschlüsselung der Koransprache. Berlin: Verlag Hans Schiler. ISBN 3-89930-028-9. — Versión inglesa: Luxenberg, Christoph (2007). The Syro-Aramaic Reading of the Koran: A Contribution to the Decoding of the Language of the Koran. Verlag Hans Schiler. ISBN 978-3-89930-088-8.
- (2004). «Weihnachten im Koran», en Streit um den Koran, Die Luxenberg-Debatte: Standpunkte und Hintergründe. Berlin: Verlag Hans Schiler. ISBN 3-89930-067-X.
- (2004). «Der Koran zum Islamischen Kopftuch», imprimatur 2/2004.
- (2005). «Neudeutung der arabischen Inschrift im Felsendom zu Jerusalem», en Die dunklen Anfänge: neue Forschungen zur Entstehung und frühen Geschichte des Islam. Berlin: Verlag Hans Schiler. ISBN 3-89930-128-5.
- (2007). «Relikte syro-aramäischer Buchstaben in frühen Korankodizes im hejazi- und kufi-Duktus», en Der frühe Islam. Berlin: Verlag Hans Schiler. ISBN 3-89930-090-4.
- (2008). «Die syrische Liturgie und die geheimnisvollen Buchstaben im Koran», en Markus Groß; Karl-Heinz Ohlig (eds.), Schlaglichter: Die beiden ersten islamischen Jahrhunderte. Berlin: Verlag Hans Schiler, pp. 411–456. ISBN 978-3-89930-224-0.